# Ali Shaheed Muhammad
Ali Shaheed Muhammad (New York, 11 agosto 1970) è un rapper, disc jockey e produttore discografico statunitense, noto per essere un membro degli A Tribe Called Quest. Assieme a Q-Tip e Phife Dawg (e talvolta Jarobi White), il gruppo realizzò sei album in studio tra il 1990 e il 2016.
Muhammad è musulmano. Con J Dilla e Q-Tip, formò i The Ummah.
Dopo che il gruppo si divise, Muhammad formò il supergruppo R&B Lucy Pearl assieme a Dawn Robinson, componente degli En Vogue e Raphael Saadiq, componente dei Tony! Toni! Toné!, realizzando un album nel 2000. Il 12 ottobre 2004 realizzò il suo album di debutto da solista, Shaheedullah and Stereotypes.
Nel 2016 produsse la soundtrack della serie TV di Adrian Younge Luke Cage. Nel 2018 collaborò di nuovo con Younge per la seconda stagione.

## Discografia

### Album in studio
- 2004 – Shaheedullah and Stereotypes

### Colonne sonore
- 2000 - Lucy Pearl
- 2016 - Luke Cage
- 2018 - Luke Cage: Stagione 2
- 2018 - The Midnight Hour

2